# Секира

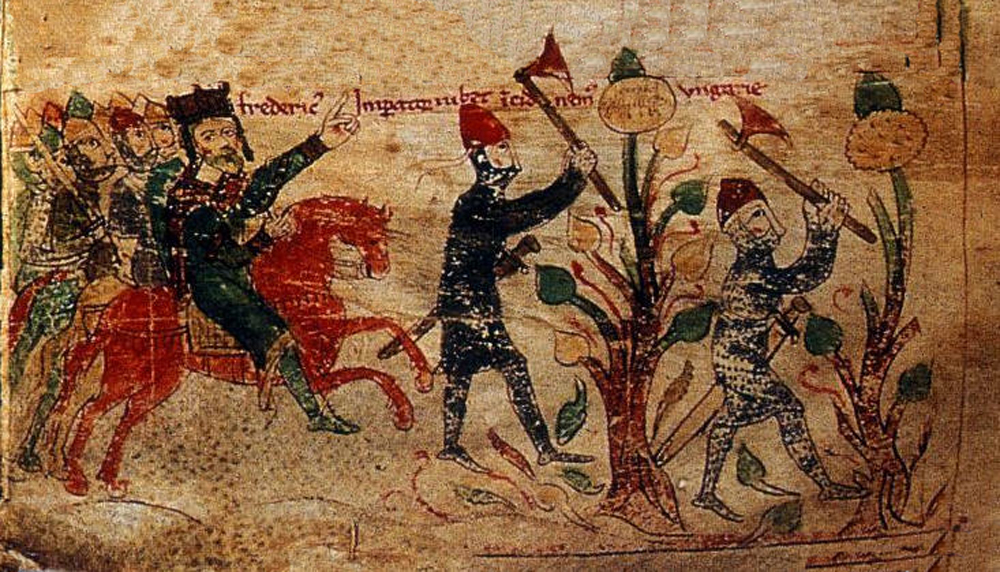
Фридрих I Барбаросса в крестовом походе. Миниатюра рукописи Петра из Эболи, конец XII века

Секи́ра

Секи́ра — старинный рубящий инструмент (род топора) и холодное оружие, одна из разновидностей боевого топора с длинным лезвием. 
В других источниках указано, что топор (securis), секира или боевой топор состоит из рукояти, клинка, в виде полумесяца (железка), острого с выпуклой стороны, а на противоположной лезвию стороне — обухе — также иногда находился крюк (с крючком на обухе), которым можно было сдернуть рыцаря с коня. Также устаревший (традиционно-поэтический) синоним слова «топор» в широком значении. Название происходит от глагола сечь (секать), то есть рубить. Для обезглавливания осужденных граждан искони служила ликторская секира.

## Секира как оружие
Обычно имеет лезвие в виде полумесяца, заточенного по выпуклой части, длиной 20—30 сантиметров. Иногда на обухе имеет крюк, предназначенный для стаскивания всадника с лошади пехотинцем, или второе лезвие такого же размера или меньше, становясь похожей на лабрис, но, в отличие от него, являясь боевым оружием, а не церемониальным. Средняя длина древка 80—100 сантиметров.
Секира была известна с бронзового века. Была распространена у разных народов мира, в том числе на Руси, и использовалась в основном пешими воинами. 
В старину Великие Московские князья обыкновенно вооружали на неприятеля одну только конницу, а ныне Алексей пользуется совсем другим способом: узнавши по опыту, что в пехоте больше силы, вводит в сражение великое число пеших солдат из стрельцов и набранных вольноопределяющихся, вооруженных ружьями, мечами или шпагами и серпообразными секирами.
Древние образцы, представленные в Британском музее, имели ременное крепление головы топора к топорищу, легко ломались, голова соскакивала и могла ранить владельца.
К XVI веку секира постепенно вытесняется бердышом и алебардой как более универсальным (в том числе приспособленным для колющих ударов) оружием.

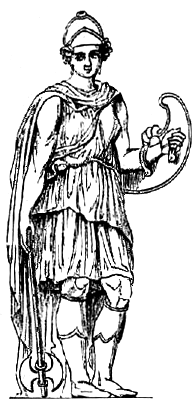
Амазонка, вооружённая секирой и пелтой — лёгким щитом в форме полумесяца[11].
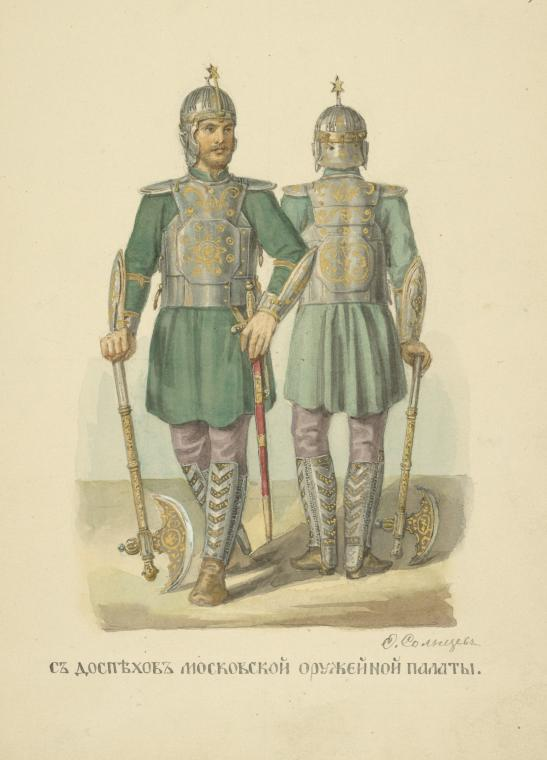
Посольские топоры. «С доспехов Московской Оружейной палаты» (Ф. Г. Солнцев. Одежды Русского государства: альбом)
Русский боевой топор (ок. 1600 года, швед. Stridsyxa, szekan[12] — боевой топор, чекан и зерцальный доспех (зерцало)

## Предсказание
Предсказание (гадание) в античный период при помощи секиры, всаживаемой в столб — Аксиноманти́я (Axinomantia, от др.-греч. ἀξῑνο-μαντεία от ἀξίνη — секира и μαντεία — предсказание). 

## Секира как топор
В толковом словаре Даля «секира» приводится как устаревший или диалектный (в вариантах саке́ра, соки́ра, соке́ра) синоним слова «топор». Он отмечает сохранявшееся использование слова «секира» для обозначения лесорубного топора «узкого и долгого, тяжелого, на длинном, прямом топорище» в северо-восточных диалектах.
В современном русском языке использование слова «секира» как синонима «топора вообще» относится к традиционно-поэтическому стилю речи.